# Oesena (Miomaffo Timur)
Oesena is een bestuurslaag in het regentschap Timor Tengah Utara van de provincie Oost-Nusa Tenggara, Indonesië. Oesena telt 2782 inwoners (volkstelling 2010).